# Ballet de l'Opéra de Lyon

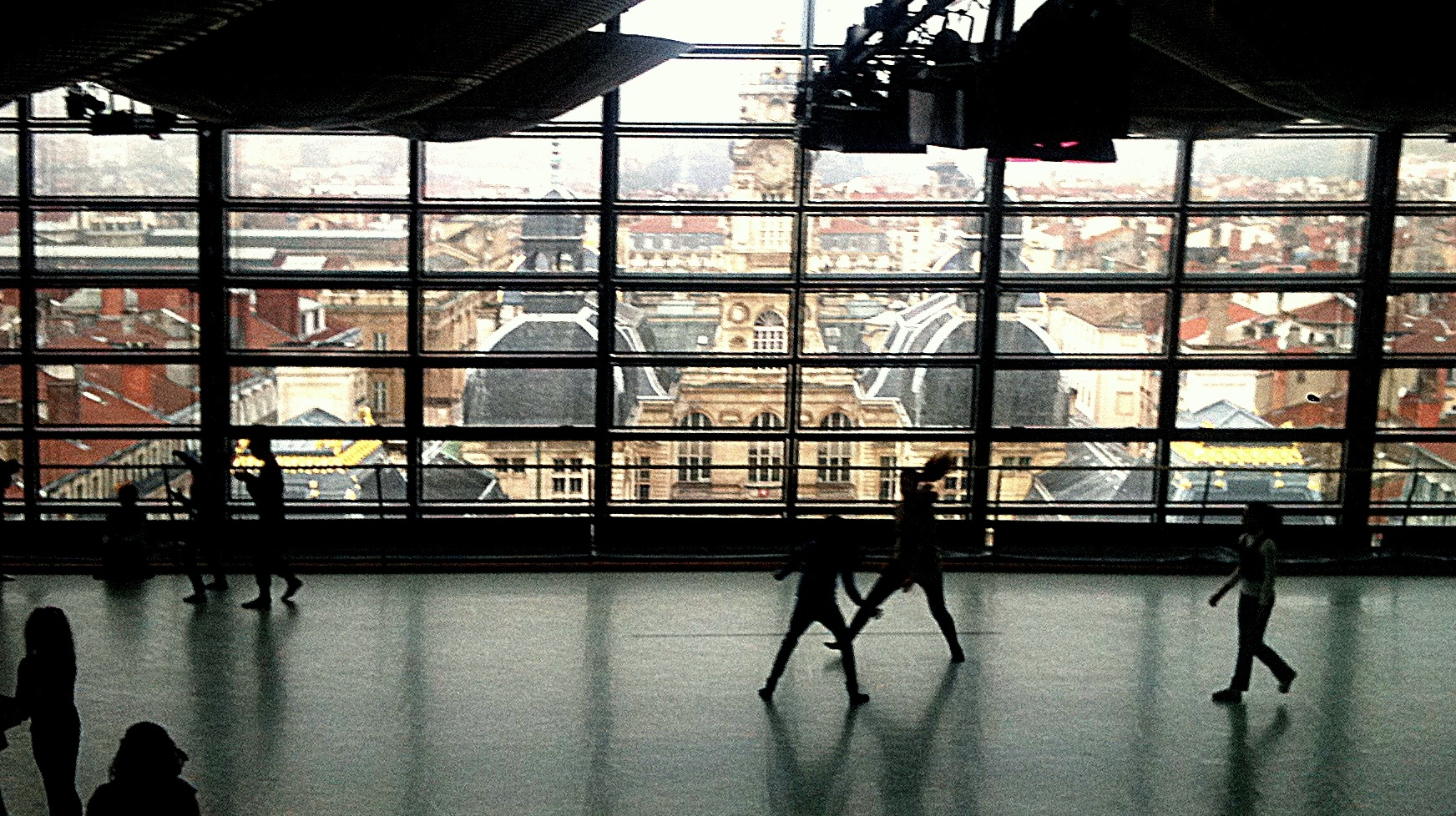
Vue de l'hôtel de ville du Grand Studio du Ballet

Le ballet de l'Opéra de Lyon est la compagnie de danse attachée à l'opéra national de Lyon. Son répertoire est uniquement orienté vers la promotion et la création de la danse moderne et de la danse contemporaine.

## Historique
Héritier de la troupe chargée d'assurer les divertissements dans les œuvres lyriques au sein de l'Opéra de Lyon dès la fin du XVIIe siècle, le ballet de l'Opéra de Lyon prend son autonomie en 1969, sous l'impulsion du directeur Louis Erlo. En 1984, la direction artistique est confiée à Françoise Adret, qui le rebaptise en Lyon Opéra Ballet et fait venir des chorégraphes contemporains en résidence. Elle est remplacée par Yorgos Loukos (de) en 1991, qui invite la chorégraphe résidente Maguy Marin (1991-1994). Yorgos Loukos fait l’objet d’enquêtes judiciaire puis interne pour des faits de discrimination fin 2019, le conseil d’administration décide de son licenciement début 2020 et nomme Julie Guibert à sa succession en février 2020.
Les directeurs successifs ont en outre fait développé des collaborations pour la création ou la reprise par le corps de ballet de pièce de Jiří Kylián,  Maguy Marin, Mats Ek, William Forsythe, Nacho Duato, Tero Saarinen, Lucinda Childs, Trisha Brown,  Anne Teresa De Keersmaeker, Russell Maliphant, Angelin Preljocaj, Benjamin Millepied, etc.

## Effectif
Les danseurs recrutés par le ballet viennent de tous horizons et sont de diverses nationalités.
Le ballet se compose de 29 danseurs : Marie Albert, Jacqueline Bâby, Kristina Bentz, Edi Blloshmi, Eleonora Campello, Noëllie Conjeaud, Jeshua Costa, Katrien De Bakker, Dorothée Delabie, Abril Diaz, Jade Diouf, Alvaro Dule, Brendan Evans, Tyler Galster, Paul Grégoire, Jackson Haywood, Mikio Kato, Amanda Lana, Almudena Maldonado, Marco Merenda, Elsa Monguillot, Albert Nikolli, Leoannis Pupo-Guillen, Roylan Ramos, Anna Romanova, Marta Rueda Blanco, Raúl Serrano Núnez, Giacomo Todeschi, Kaine Ward
- Déléguée générale : Theresa Lafortune
- Administration : Isabelle Pursglove
- Régisseur du Ballet : Alexandre Mesta
- Maîtres de ballet : Jocelyne Mocogni, Pierre Advokatoff, Amandine Roque de la Cruz

## Chorégraphes
- Marcos Morau (es) (1982-), Belle au bois dormant (2022) décapante
- Alessandro Sciaronni[6], Schuhplatter
- Lucinda Childs (1940-), Dance